# Quintanavides
Quintanavides est une commune d'Espagne dans la communauté autonome de Castille-et-León, province de Burgos. Elle s'étend sur 11,67 km2 et comptait environ 108 habitants en 2011.

## Communes limitrophes
| Santa Olalla de Bureba | Galbarros                | Briviesca (exclave) |
| Santa Olalla de Bureba | Quintanavides            | Castil de Peones    |
| Santa Olalla de Bureba | Santa María del Invierno | Castil de Peones    |